# Meester van de Dood
Meester van de Dood is een fantasyboek van de Britse schrijfster Tanith Lee. Het is het tweede deel van De Boeken van de Heren der Duisternis.

## Verhaal
Uhlume, de zwarte meester van de dood, is een van de Heren der Duisternis. Hij regeert over de koude, vreugdeloze Binnenaarde, waar zelfs de bomen van steen zijn. Uhlume woont hier met slechts enkele dienaren, die in ruil voor een gunst hun ziel voor duizend jaar aan Uhlume hebben verkocht.

## De Boeken van de Heren der Duisternis
- 1978 -  Heerser van de Nacht (Night's Master)
- 1979 -  Meester van de Dood (Death's Master)
- 1981 -  Meester van de Waan (Delusion's Master)
- 1986 -  Vrouwe der ijlingen (Delirium's Mistress)
- 1987 -  Prinses van de Nacht (Night's Sorceries)